# Educazione fisica (film)
Educazione fisica è un film italiano del 2022 diretto da Stefano Cipani. 
Il lungometraggio è una coproduzione italo-polacca, trasposizione cinematografica dalla pièce La palestra scritta da Giorgio Scianna.

## Trama
La preside Peruggia,  preside di una scuola secondaria di primo grado, convoca le famiglie di tre alunni nella palestra scolastica per metterli al corrente dello stupro perpetrato dai ragazzi ai danni di una loro compagna. 
La preside minaccia di convocare la polizia in istituto. I genitori, dopo l'iniziale sorpresa, passano successivamente a difendere a spada tratta i loro figli ed a mettere in cattiva luce sia la preside che la ragazza vittima degli abusi.

## Produzione
Il lungometraggio è stato girato interamente in una palestra ricreata in uno studio di Cinecittà.

## Distribuzione
Il film è stato presentato in anteprima nazionale alla Festa del Cinema di Roma il 21 ottobre 2022, il trailer è stato diffuso dal 23 febbraio 2023 ed è stato distribuito nelle sale cinematografiche a partire dal 16 marzo 2023.